# Moord in de Spuistraat
Moord in de Spuistraat is een tweedelig hoorspel naar de gelijknamige detectiveroman (1964) van Marten Treffer. De KRO zond het uit op zondag 23 en 30 mei 1965. De regisseur was Léon Povel.

## Delen
- Deel 1: Overstelpende bewijzen (duur: 45 minuten)
- Deel 2: Tanja vergist zich nooit (duur: 50 minuten)

## Rolbezetting
- Hans Karsenbarg & Hans Veerman (bankbedienden)
- Wam Heskes (meneer Janssen, directeur)
- Willy Ruys (commissaris Oud)
- Tonny Foletta & Huib Orizand (Dick & Karel, rechercheurs)
- Sacco van der Made & Bert van der Linden (Manus & Joop)
- Herman van Eelen (Lagrand)
- Louis de Bree (Dries Korwijn)
- Harry Bronk (Egbert Gerdijk)
- Han König (zijn vader)
- Hetty Berger (zijn moeder)
- Hans Karsenbarg (een agent & portier)
- Hans Veerman (inspecteur Degens & inspecteur Mijnders)
- Trudy Libosan (Liesje de Jong)

## Inhoud
Het is sluitingstijd bij de N.V. Jacobs aan de Spuistraat. De kassier brengt het geld naar de kluis in de kelder. Daar wordt hij neergeschoten en de dief maakt zich snel uit de voeten met een grote som gelds in een donkerblauwe auto, die op de Singel geparkeerd staat. Tegelijkertijd schijnt een bestelauto, die er vlakbij stond, het hazenpad te kiezen. De bestelauto wordt aangehouden en de twee inzittenden worden aan een verhoor onderworpen. Zij hadden de dief willen chanteren, want zijn autonummer hadden ze genoteerd. Het kenteken brengt de politie bij een autoscharrelaar, Andries Korwijn, die de auto verkocht heeft aan een zekere Egbert Gerdijk. Het adres blijkt van diens ouders te zijn, waar hij zelden meer komt. Hij was vroeger bankbediende bij dezelfde N.V. Jacobs. Zijn huidige adres is hun onbekend. Zij weten alleen dat hij ergens in Amsterdam een vrouw “beschermt”. De auto wordt gevonden op de Oostelijke Handelskade. Erin liggen een nachtclubintroductie en wat bankpapier. Via de zedenpolitie komt men aan het adres van de vrouw met wie Egbert samenwoont. Hij wordt naar buiten gelokt en naar het bureau gebracht. Voor het tijdstip van de moord heeft hij echter een alibi: hij was toen koffie- en cacaobonen aan het sorteren in zijn schuur aan de Handelskade. Egbert is een harde knaap waar moeilijk vat op te krijgen is…